# ГЕС Upper Lillooet
ГЕС Upper Lillooet — гідроелектростанція на південному заході Канади у провінції Британська Колумбія. Використовує ресурс із річки Lillooet, котра носить у нижній течії назву Гаррісон та впадає праворуч до Фрейзер (має устя на узбережжі протоки Джорджія на південній околиці Ванкувера).
В межах проекту на Lillooet облаштували водозабірну споруду, яка спрямовує ресурс до прокладеного через лівобережний масив дериваційного тунелю довжиною 2,5 км з перетином 6х5,5 метра. Він переходить у напірний водовід довжиною 1,6 км з діаметром 3,6 метра, котрий живить наземний машинний зал. 
Основне обладнання станції становлять чотири турбіни типу Френсіс – три потужністю по 26 МВт та одна з показником 8,9 МВт (загальна номінальна потужність ГЕС рахується як 81,4 МВт). При напорі у 175 метрів вони повинні забезпечувати виробництво 334 млн кВт-год електроенергії на рік.
Відпрацьована вода повертається назад до Lillooet.
Видача продукції відбувається по ЛЕП, розрахованій на роботу під напругою 230 кВ.
Проект, введений в експлуатацію у 2016 році, реалізували компанії Innergex та Ledcor Power.